# MP-34
Не плутати з німецьким MP34 — раннім варіантом MP35 системи Бергмана.
Steyr-Solothurn S1-100 (він ж — MP30, MP34, m/938 і m/942) — пістолет-кулемет, розроблений на основі експериментального німецького пістолета-кулемета Rheinmetall MP19 системи Луїса Штанге. Випускався в Австрії та Швейцарії, широко пропонувався на експорт. S1-100 нерідко розглядається як один з найкращих пістолетів-кулеметів міжвоєнного періоду.

## Історія
Після Першої світової війни виробництво пістолетів-кулеметів, подібних MP-18, Німеччині було заборонено. Однак в порушення Версальських договорів все ж був таємно розроблений ряд пістолетів-кулеметів, серед яких був створений на фірмі Rheinmetall-Borsig MP19. Виробництво та продаж його під найменуванням Steyr-Solothurn S1-100 були організовані через підконтрольну «Рейнметалл-Борзіг» цюрихську фірму Steyr-Solothurn Waffen AG, саме виробництво знаходилося в Швейцарії і, головним чином, Австрії.
S1-100 воював в Чако та Іспанії.

## На озброєнні
- Австрія — прийнятий на озброєння поліції (Steyr MP30під патрон 9×23 мм Steyr), 1934 року поступив на обмежене озброєння армії (Steyr MP34 під патрон 9×25 мм Mauser Export); крім того, вироблявся на експорт під всі основні військові пістолетні патрони того часу — 9×19 мм Люгер, 7,63×25 мм Маузер, 7,65×21 мм, .45 ACP.
- Данія — 1932 року MP.34/I під патрон 9×23 мм був прийнятий на озброєння данської армії під найменуванням BMK 32, почалося його серійне виробництво. Всього данською компанією «Shultz & Larsen» було випущено близько 2000 шт.. Після окупації Данії 1940 року зброя опинилась в розпорядженні німецької окупаційної влади[1].
- Португалія — прийнятий на озброєння під найменуванням m/938 (в калібрі 7,65 мм) і m/942 (9 мм). Застосовувався під час португальських колоніальних воєн 1960-х — 1970-х років в Африці.
- Сальвадор — в 1930-ті роки була закуплена партія пістолет-кулеметів S1-100[2]
- Третій Рейх — після аншлюсу Австрії в 1938 році пістолет-кулемети австрійської армії перейшли в розпорядження німецької влади, виробництво зброї було продовжено під найменуванням MP34 (ö) (Machinenpistole 34 österreich). Надходив на озброєння Waffen SS, тилових підрозділів та поліції.

## Галерея

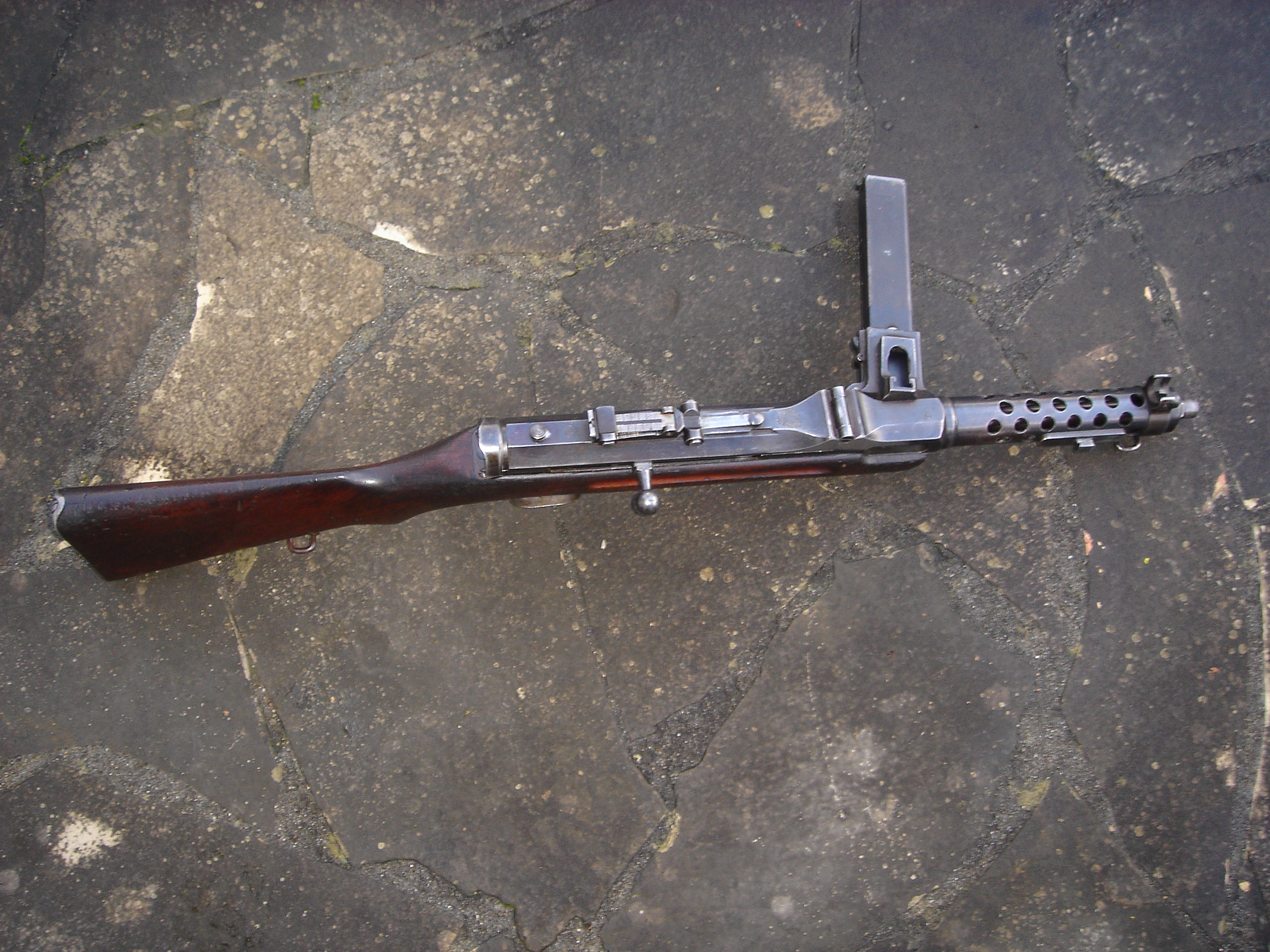
MP-34. Магазин розташовувався ліворуч.
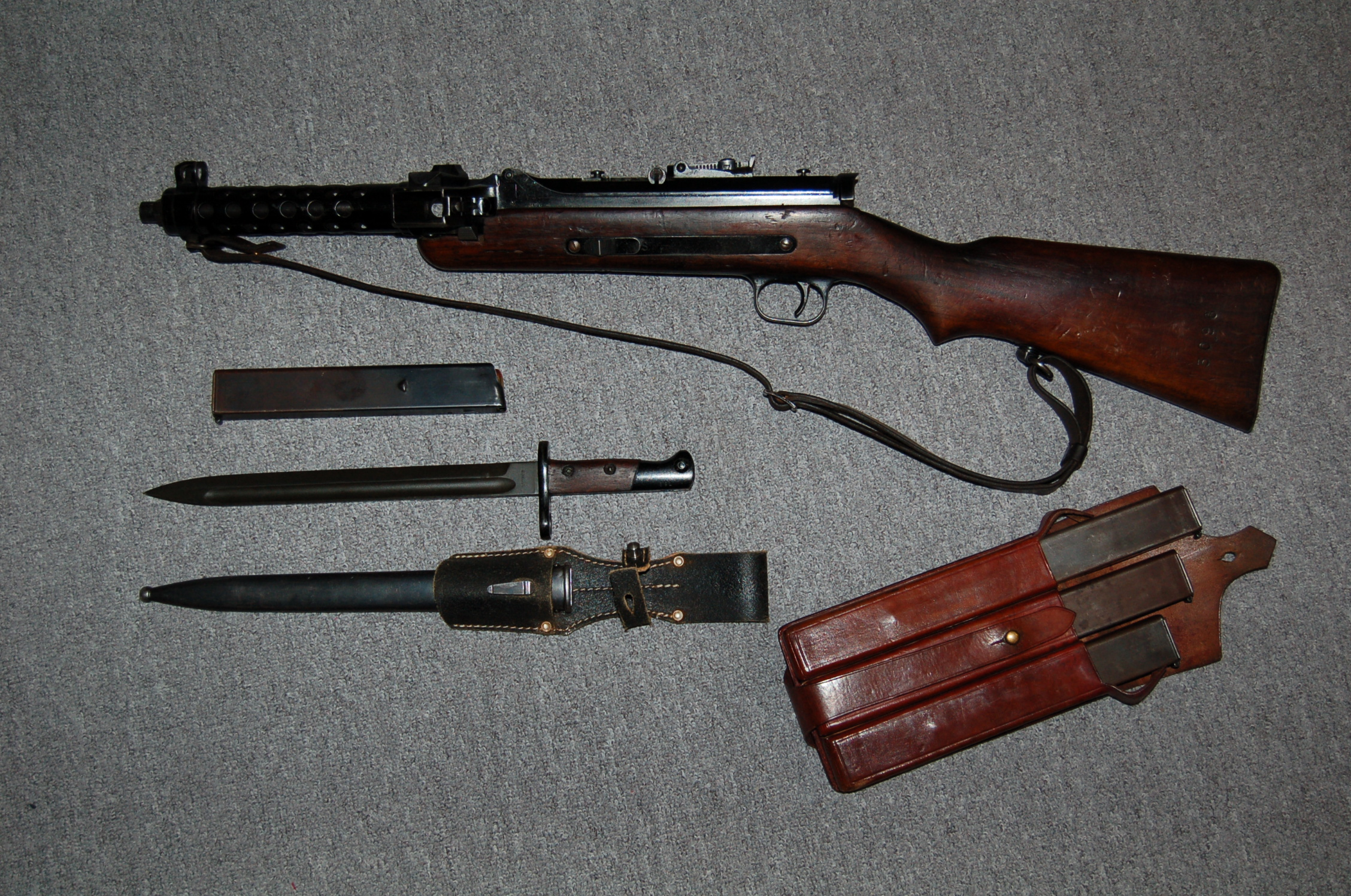
Steyr-Soloturn S1-100 з ЗІП.
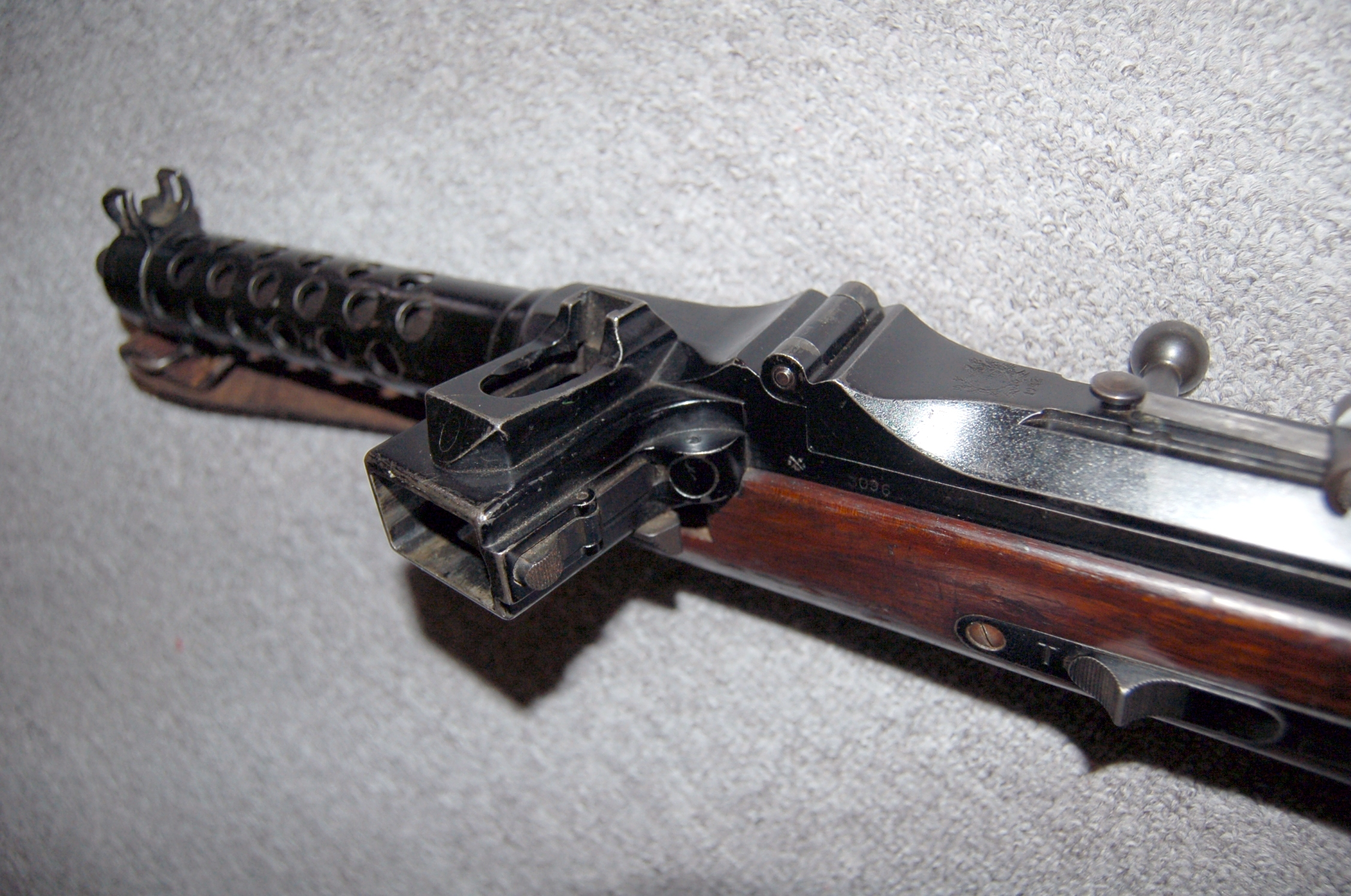
Пристосування для спорядження магазинів. Видна виключно масивна та добротна конструкція зброї.
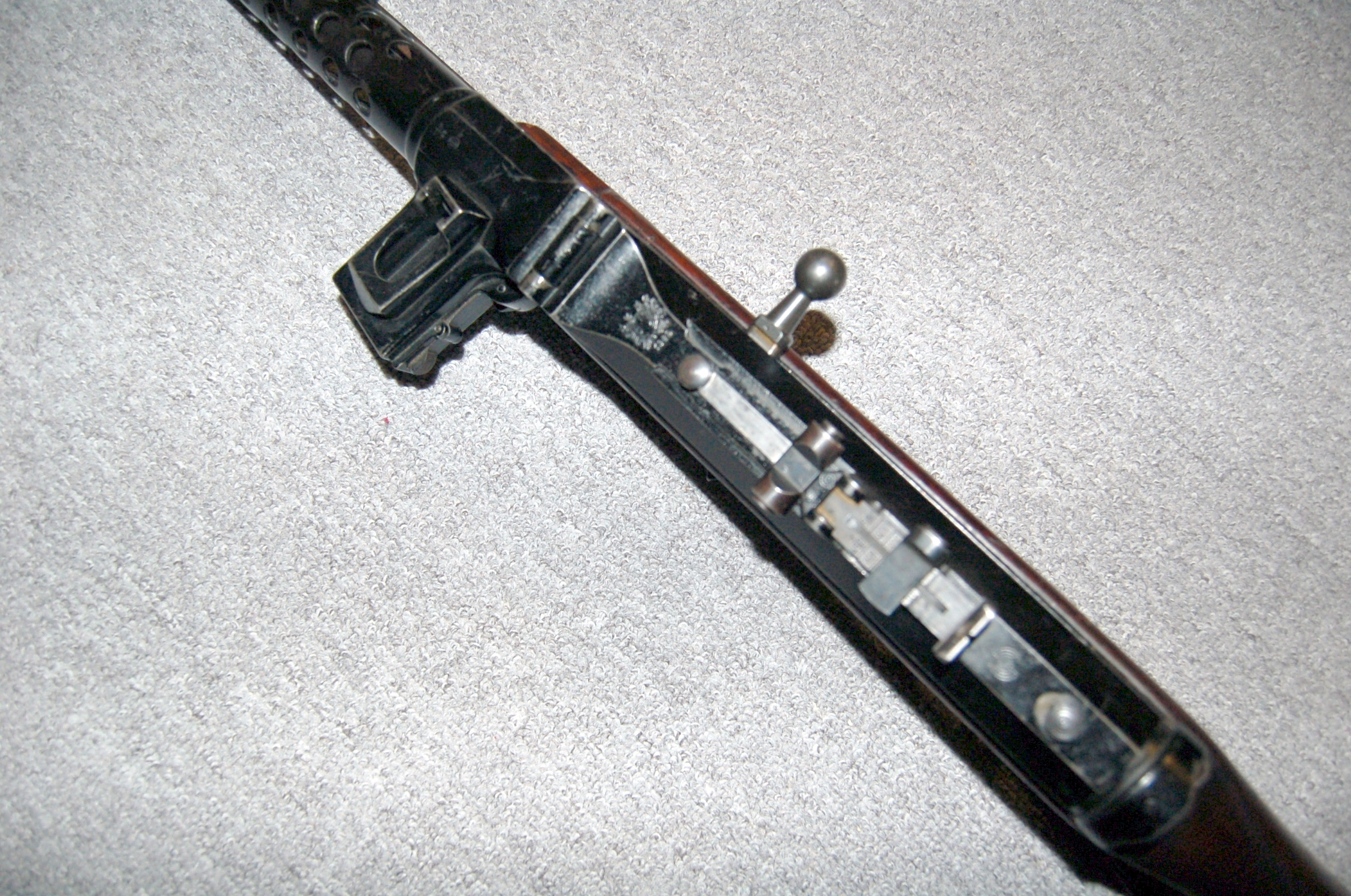
Вигляд зверху, видно приціл та кнопки запобіжника.